# Golden Axe: The Duel
Golden Axe: The Duel (ゴールデンアックス・ザ・デュエル) é um jogo de luta de 1994 da série Golden Axe, lançado para primeiramente para o arcade e mais tarde para o Sega Saturn. É o terceiro jogo da série feito para o arcade, sucessor de Golden Axe e Golden Axe: The Revenge of Death Ader.

## Enredo
Muitos anos após a última guerra com o Death Adder, o machado mágico que Gillius Thunderhead usou para matar o Death Adder é redescoberto. Com o tempo, os poderes do machado aumentaram. Numerosos guerreiros lutam para obter o poderoso machado.